# 拉迈松迪约
拉迈松迪约（法語：La Maison-Dieu，法語發音：[la mɛzɔ̃ djø]）是法国涅夫勒省的一个市镇，属于克拉姆西区。

## 地理
拉迈松迪约（47°24'48"N, 3°38'49"E）面积13.82 平方千米，位于法国勃艮第-弗朗什-孔泰大區涅夫勒省，该省份为法国中部省份，北至约讷省，西北接卢瓦雷省，西接谢尔省，南至阿列省，东南接索恩-卢瓦尔省，东临科多尔省。
与拉迈松迪约接壤的市镇（或旧市镇、城区）包括：沙穆、泰尼、梅特莱孔特、韦兹莱附近丰特奈、韦兹莱、布雷沃、尼阿尔。

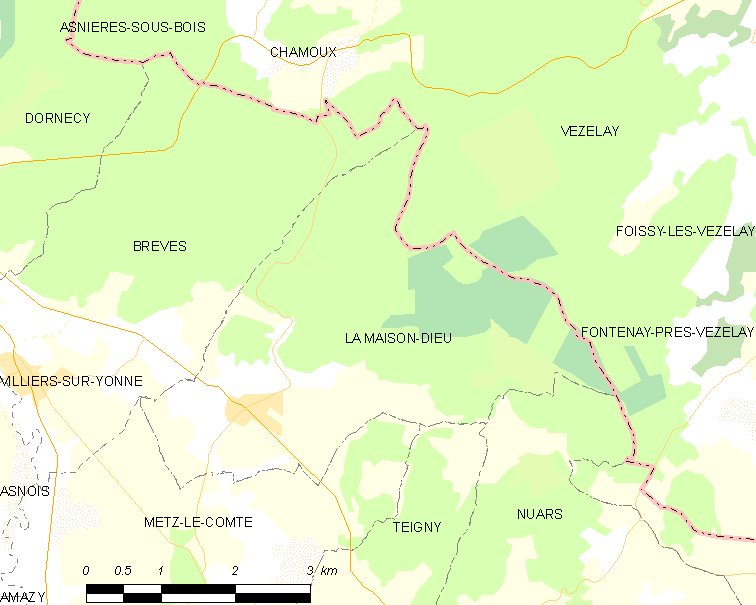
拉迈松迪约的OSM定位图

拉迈松迪约的时区为UTC+01:00、UTC+02:00（夏令时）。

## 行政
拉迈松迪约的邮政编码为58190，INSEE市镇编码为58154。

## 政治
拉迈松迪约所属的省级选区为克拉姆西县。

## 人口

1962-2008年间拉迈松迪约人口变化图示

拉迈松迪约于2022年1月1日时的人口数量为113人。